# Sovolusky (Pardubicei járás)
Sovolusky település Csehországban, a Pardubicei járásban. Sovolusky Semtěš, Turkovice, Jankovice, Litošice, Lipoltice és Urbanice településekkel határos. Lakosainak száma 129 fő (2024. január 1.).

## Népesség
A település lakosságának változását az alábbi diagram mutatja:
| Lakosok száma | 250  | 265  | 207  | 120  | 98   | 124  | 133  | 128  | 129  | 129  |
|               | 1869 | 1890 | 1921 | 1950 | 1980 | 2001 | 2017 | 2019 | 2022 | 2024 |